# Lex Luthor
Lex Luthor (volledige naam Alexander Joseph Luthor) is een fictieve superschurk uit de strips van DC Comics, en de aartsvijand van Superman. Hij werd bedacht door Jerry Siegel en Joe Shuster, en maakte zijn debuut in Action Comics #23 (1940).
Lex Luthor heeft vele verschillende rollen gespeeld in de Supermanverhalen. Aanvankelijk was hij het stereotype van een gestoorde wetenschapper, toen een verbitterde geleerde die Superman de schuld gaf van het ongeluk waarbij hij kaal werd, en tegenwoordig een corrupte en steenrijke zakenman.

## Uiterlijk
Lex Luthors achtergrond, en daarbij ook zijn uiterlijk, hebben veel veranderingen ondergaan in de afgelopen jaren. Toen hij voor het eerst in de strips verscheen had hij nog een volle bos rood haar, maar amper een jaar later was hij kaal. De reden hiervoor is niet precies bekend. Een mogelijkheid is dat een van de tekenaars Luthor per ongeluk verwarde met een kale handlanger. In elk geval is de kale versie van Luthor de meest herkenbare, en ook meest gebruikte versie in zowel de strips als andere media.
Ook kenmerkend zijn de verschillende kostuums die Luthor in de loop der jaren droeg. Vanaf de jaren 70 droeg Luthor een groen en paars gekleurd pak. Begin jaren 80 kreeg hij, net zoals Brainiac indertijd, een makeover: Luthor werd nu bekend door groen met paars pantser, waarmee hij onder meer kon vliegen. Vanaf de reboot in 1986, toen Luthor zijn nieuwe achtergrond als zakenman kreeg, droeg hij vaker een zwart, driedelig kostuum.
De kale Luthor vertoont gelijkenissen met de telepathische schurk die als eerste de naam Superman droeg. Deze schurk verscheen in het verhaal “Reign of the Superman” uit 1933.

## Biografie

### Golden en Silver Age
Bij zijn debuut in Action Comics #23 was Luthor een gestoorde geleerde die zijn hoofdkwartier had in een zwevende stad. Zijn eerste wandaad was dat hij probeerde een oorlog te ontketenen tussen twee fictieve Europese landen. Dit bracht hem al snel in conflict met Superman.
Gedurende vrijwel de hele Golden en Silver Age van de strips bleef Luthor deze kwaadaardige geleerde, wiens plannen meestal draaiden om het veroveren of vernietigen van de wereld.
In Adventure Comics #271 (1962) kreeg Luthor eindelijk een wat diepere achtergrond. Zo werd in dit verhaal onthuld dat zijn haat tegen Superman al jaren terug begon, in de tijd dat Superman nog Superboy was. Lex deed destijds in zijn lab onderzoek naar een genezing tegen Kryptonietvergiftiging. Op een dag brak er brand uit. Superboy kon het vuur doven, maar morste hierbij per ongeluk chemicaliën over Luthor. Dit brandde Luthors haar weg en gaf hem zijn bekende kale uiterlijk. Tevens vernietigde de brand Lex’ geneesmiddel. Lex werd verbitterd en gaf Superboy de schuld van het ongeluk.
Deze oorsprong maakte Lex’ strijd met Superman tot iets persoonlijks, en suggereerde dat als het ongeluk niet was gebeurd Lex wellicht een nobele man was geweest. Deze nieuwe elementen veranderden Lex van een stereotype gestoorde geleerde naar een verbitterde schurk die uit was op wraak vanwege een persoonlijke reden.
Luthor heeft sindsdien meerdere malen met Superman gevochten. Altijd belandde hij na een poging in de gevangenis, maar een volgende keer kwam hij net zo hard weer terug.
Deze versie van Luthor had ondanks dat hij een schurk was wel zijn goede kanten. Zo stond hij erom bekend een man van zijn woord te zijn, en zich altijd strikt aan afspraken te houden. Ook kwam hij weleens onschuldigen te hulp, ook al riskeerde hij daarmee dat hij weer gearresteerd werd.
Toen in de jaren 60 het idee van een multiversum ontstond werden de Golden Age-verhalen ingedeeld bij een alternatieve wereld. De Luthor van deze wereld beantwoordde qua uiterlijk aan de oorspronkelijke roodharige versie, en heette voluit Alexei Luthor. Deze alternatieve Luthor stierf tijdens de Crisis on Infinite Earths omdat hij weigerde Lex Luthor als leider van het leger superschurken te accepteren.

### Moderne Luthor
In 1985 - 1986 onderging de continuïteit van DC Comics een grote verandering middels het verhaal Crisis on Infinite Earths. Na dit verhaal kregen veel personages uit DC Comics nieuwe achtergronden en persoonlijkheden. Lex Luthor werd hierbij veranderd in een steenrijke, maar enorm corrupte en kwaadaardige zakenman. Tevens had Luthor in deze nieuwe versie geen verleden dat verbonden was met dat van Superman. Deze versie van Luthor was qua persoonlijkheid een stuk sluwer en meer manipulerend dan zijn originele versie. Wel behield Lex de genialiteit die hij in zijn oorspronkelijke versie ook al had.
Deze versie van Lex was geboren in een slechte buurt van Metropolis, en ging naar dezelfde school als Perry White. Lex maakte zijn eerste fortuin door een grote levensverzekering af te sluiten voor zijn ouders (zonder hun medeweten), en hen vervolgens om te brengen door de remmen van hun auto te saboteren.
Lex lanceerde uiteindelijk zijn eigen bedrijf genaamd LexCorp, waarmee hij al snel vrijwel heel Metropolis domineerde. Binnen Lexcorp heerste veel corruptie. Een erg grote misdaad van Lex Luthor was zijn betrokkenheid bij het verkopen van militaire wapens aan terroristen in Kasnia.
Lex’ eerste ontmoeting met Superman in deze continuïteit vond pas maanden na Supermans aankomst in Metropolis plaats. De twee kwamen elkaar tegen toen Superman een terroristische aanval op het jacht van Lex, waar op dat moment een feest aan de gang was, stopte. Toen bleek dat Lex deze aanval zelf in scène had gezet om Superman uit zijn tent te lokken, werd hij gearresteerd. Lex zag de arrestatie als een vernedering, en wilde dit Superman betaald zetten.
Sindsdien is Luthor geobsedeerd door het verslaan van Superman. Hij is tevens van mening dat hij en hij alleen dit recht heeft. Toen Superman blijkbaar omkwam door het wezen Doomsday, was Luthor dan ook razend dat een “hersenloos monster” zijn levenswerk had vernield.
Luthor ontdekte al snel Supermans zwakheid: Kryptoniet. Daarom hield hij altijd een stuk Kryptoniet dicht in zijn buurt om zich te beschermen. Te laat besefte hij dat Kryptoniet bij zeer lange blootstelling ook voor mensen schadelijk is. Lex kreeg een agressieve vorm van kanker die hem eerst zijn hand kostte, en later zelfs zijn lichaam. Om zichzelf te redden moest Luthor zijn hersens over laten brengen in een kloonlichaam. Hij zette eerst zijn dood in scène en gaf zich in zijn gekloonde lichaam (met een baard en volle haardos) uit voor zijn onbekend gebleven zoon. Door een vreemde ziekte verouderde zijn nieuwe lichaam sneller en verloor Luthor zijn haar en kreeg zo opnieuw zijn bekende uiterlijk.

#### President Luthor
In de jaren erop kwamen er soms ook weer elementen terug van Luthors pre-Crisis verschijning. Ook heeft Luthor niet alleen geprobeerd Superman te vernietigen maar ook zijn eigen machtspositie te vergroten. Hij ging de politiek in en oefende daar veel functies uit zoals burgemeester, gouverneur en zelfs President van de Verenigde Staten. Dit laatste mede dankzij zijn hulp bij de herbouw van Gotham City toen dit door een aardbeving getroffen werd en de regering de stad in de steek liet. Superman kwam hierop voor een ernstig dilemma te staan, aangezien hij zich niet meer tegen Luthor kon keren zonder hiermee de wet te overtreden. Later ontdekte Batman dat Luthor juist medeschuldig was aan het in de steek laten van Gotham. Ook blijkt Luthor een naderend gevaar achtergehouden te hebben voor de superhelden, waardoor er een stad in Kansas vernietigd werd.
Een groep superhelden brak hierop met het Justice League en viel onder leiding van Batman het Witte Huis aan. Met zijn gevechtspantser en de Venom van Bane ging Luthor de directe strijd met Superman aan. Door de krankzinnigheid die de Venom met zich mee brengt praatte hij echter zijn mond voorbij, waarop zijn bekentenis door Batman vastgelegd werd, zodat Luthor afgezet werd. Terug bij LexCorp bleek dat Talia Head, die hem verving, zijn bedrijf aan Wayne Foundation verkocht had. Luthor was bankroet en kon niet anders dan op de vlucht slaan.

#### Na de afzetting
Tijdens de Infinite Crisis werden de meeste superschurken op aarde in een nieuwe Secret Society of Super Villains verenigd, ogenschijnlijk door Luthor. Een oppositiebeweging onder ene Mockingbird vormde echter de Secret Six. Uiteindelijk bleek dat Luthor zelf Mockingbird was en dat de Luthor die aan het hoofd van de Society stond een bedrieger was. Dit was Alexander Luthor, Jr., zoon van een alternatieve Luthor en superheld die de Crisis on Infinite Earths overleefd had. Uiteindelijk vermoordde Luthor Alexander samen met de Joker, die kwaad was omdat hij niet mee mocht doen in de Society.
Hierop kon Luthor de bedrieger de schuld geven van al zijn vorige misdaden en werd Luthor vrijgesproken. Luthor creëerde een project om gewone mensen superkrachten te geven, wat een dekmantel was om Supermans krachten te krijgen. Later richtte hij met de Joker en Cheetah een Injustice League Unlimited op. Dit resulteerde echter in de verbanning van vrijwel alle schurken naar een gevangenisplaneet, waar ze elkaar in facties bevochten. Na zich in Final Crisis opnieuw met Darkseid verbonden te hebben belandde Luthor weer in de gevangenis.

#### Jeugd
In 2004 verscheen Superman: Birthright, waarin Luthors jeugd alsnog in verbinding met die van Clark Kent werd gebracht. De reden hiervoor was dat auteur Mark Waid Luthors oorspronkelijke versie wilde herstellen. Uiteindelijk bleef Luthor alsnog de corrupte zakenman omdat Waid toch meende dat deze versie herkenbaarder was geworden. Hierdoor ontstond er dus een achtergrond die een vermenging leek van de pre-Crisis en post-Crisis versies, tevens onder invloed van de serie Smallville. Luthor was de zoon van zakenman Lionel Luthor maar bracht een deel van zijn adolescente jaren door in Smallville, waar hij al kennis maakte met Clark Kent, Lana Lang en Pete Ross.

## In andere media

### Film
- Lex Luthor maakte zijn debuut buiten de strips in een serie korte films gezamenlijk bekend als Atom Man vs. Superman. Hierin stond hij beter bekend als Atom Man, en werd hij gespeeld door Lyle Talbot.
- Lex Luthor werd gespeeld door Gene Hackman in de film Superman, en twee van de vervolgen op deze film (Superman II en Superman IV: The Quest for Peace). In de eerste film was hij de primaire schurk. Hij had het plan om de hele westkust van de Verenigde Staten te vernietigen met een aardbeving, waardoor zijn grondgebied de nieuwe westkust zou worden. In de tweede film diende hij meer als handlanger van General Zod. In de vierde film maakte hij een kwaadaardige kloon van Superman. De Lex Luthor in deze films was net als zijn stripversie kaal, maar droeg het merdendeel van de tijd een pruik om dit te verbergen.
- Acteur Kevin Spacey speelde Lex Luthor in de film Superman Returns. In deze film was hij wel kaal. In de film gebruikte hij technologie van Superman’s Fortress of Solitude in een poging een heel nieuw continent te doen ontstaan, wat vrijwel heel Noord-Amerika onder water zou doen belanden. In deze film was Luthor nogmaals de antagonist.
- In de films Batman v Superman: Dawn of Justice (2016), Justice League (2017) en Zack Snyder's Justice League (2021) werd Lex Luthor vertolkt door Jesse Eisenberg.
- In de animatiefilm DC League of Super-Pets is Luthor een van de belangrijkste antagonisten, naast Lulu, een cavia en de belangrijkste antagonist van de film. De originele stem werd ingesproken door Marc Maron, de Nederlandse door Has Drijver.
- In de film Superman (2025) werd Lex Luthor vertolkt door Nicholas Hoult.

### Televisie
- Luthor was een vaste vijand in de animatieserie Superfriends waarin hij aan het hoofd stond van de Legion of Doom.
- Luthor was tevens een vaste vijand in de Superman animatieserie uit 1988, waarin Michael Bell zijn stem deed. Deze serie betekende het debuut van de moderne Luthor (als zakenman) buiten de strips.
- In de serie Superboy was Luthor een rijke student gespeeld door Scott James Wells. Deze versie van Luthor leek veel op zijn filmversie uit de Supermanfilm van 1978. Hij is in de serie meer een hinder dan een echte schurk.
- John Shea vertolkte de rol van Lex Luthor in de serie Lois & Clark: The New Adventures of Superman. Hij was de hoofdschurk in het eerste seizoen van de serie. In de serie is hij net als in de hedendaagse strips een corrupte zakenman. Aan het eind van seizoen 1 kwam dit aan het licht. Daar hij niet gearresteerd wilde worden besloot hij zelfmoord te plegen. In seizoen 2 werd hij weer tot leven gebracht door een wetenschapper. Een bijwerking hiervan was dat hij zijn haar verloor. In seizoen 3 maakte Luthor een groot aantal klonen waaronder van Lois Lane. Hij kwam uiteindelijk om in de vernietiging van zijn lab.
- Lex Luthor was een vast personage in Superman: The Animated Series, en de vervolgseries Justice League en Justice League Unlimited. Zijn stem werd hierin gedaan door Clancy Brown. Zijn uiterlijk was sterk gemodelleerd naar Telly Savalas.
  - In de eerste van de drie series beantwoordde hij aan de moderne versie van een gewetenloze zakenman.
  - In Justice League werden er bewijzen tegen hem gevonden en liep hij door kryptonietstraling een vorm van leukemie op; in zijn zoektocht naar wraak leek Luthor nu meer op zijn precrisis-versie, inclusief zijn speciale gevechtsuitrusting. Na een overeenkomst om het Justice League te helpen krijgt hij gratie.
  - In Justice League Unlimited is Luthor presidentskandidaat, terwijl hij ook Project Cadmus financiert en het Justice League er tegen op zet, met als doel zijn oude vijanden in diskrediet te brengen, en onderwijl een robotlichaam voor zichzelf te bouwen dat dezelfde eigenschappen heeft als A.M.A.Z.O.. Dit alles blijkt aangestuurd door Brainiac, die al jaren in Lex' lichaam zat (en zo zijn kanker genas en soms zijn wil bestuurde). In de finale van het tweede seizoen fuseren Luthor en Brainiac tot een wezen met bijna goddelijke krachten, totdat de Flash de zaak redt. In het derde seizoen wil Luthor niets liever dan Brainiac doen herrijzen; reden voor hem om zich aan te sluiten bij Gorilla Grodds Legion of Doom, waar hij uiteindelijk het bewind overneemt. Zijn acties leidden echter niet tot de opstand van Brainiac maar van Darkseid.
- Een jongere versie van Luthor werd gespeeld door Michael Rosenbaum in de serie Smallville. Deze versie van Lex was aanvankelijk nog niet misdadig en zelfs goede vrienden met Clark Kent.
- In de film Superman: Brainiac Attacks werd Lex’ stem gedaan door Powers Boothe.
- In de film Superman: Doomsday werd Lex' stem gedaan door James Marsters.
- Luthor had een paar cameo’s in de serie Krypto the Superdog.
- Luthor verscheen in het vijfde seizoen van de serie The Batman, waarin Clancy Brown zijn stem deed.
- In de serie Supergirl wordt Luthor gespeeld door Jon Cryer.